# Petrogale brachyotis
Petrogale brachyotis — вид родини Кенгурових. Етимологія: грец. βραχύς – «короткий», грец. otous – «вухо». Диплоїдний набір хромосом, 2n=18, вага 4.5 кг.

## Поширення
Ендемік північної Австралії, де зустрічається в Кімберлі, Землі Арнема й на островах в затоці Карпентарія. Цей вид зустрічається на низинних скелястих стрімчаках, пагорбах і ущелинах на саванових луках і в мусонних лісах. 

## Загрози та охорона
Здається, немає серйозних загроз для цього виду. Негативний вплив може мати зміна режиму в вогню в окремих частинах ареалу. Вид присутній на кількох природоохоронних територіях, наприклад, Національний парк Какаду, Національний парк Лічфілд, Національний парк Пурнулулу.